# San Mauro Pascoli
San Mauro Pascoli (até 1932 San Mauro di Romagna) é uma comuna italiana da região da Emília-Romanha, província de Forlì-Cesena, com cerca de 12.107 habitantes divididos em 4.839 famílias. Estende-se por uma área de 17 km², tendo uma densidade populacional de 693 hab/km². Faz fronteira com Bellaria-Igea Marina, Gatteo, Rimini, Santarcangelo di Romagna, Savignano sul Rubicone.

## Demografia
| Variação demográfica do município entre 1861 e 2011                               |
|                                                                                   |
| Fonte: Istituto Nazionale di Statistica (ISTAT) - Elaboração gráfica da Wikipedia |